# هوارد مایکل گولد
 هوارد مایکل گولد (به انگلیسی: Howard Michael Gould) (زاده ۲۱ نوامبر ۱۹۶۲) رمان نویس، فیلمنامه نویس و کارگردان آمریکایی است. 

## زندگی شخصی
گولد در شهر نیویورک متولد شد. وی فارغ التحصیل کالج امهرست شد. او در حال حاضر در لس آنجلس زندگی می کند. 

## فیلم
گولد فیلم‌نامه فیلم آقای ۳۰۰۰ را نوشت ، یک فیلم کمدی ورزشی که در آن برنی مک و آنجلا باست بازی کردند. 
او فیلم سینمایی شش همسر هنری لیفی در سال ۲۰۰۹ را نوشت و کارگردانی کرد. 